# Expo 1958
La Expo 1958 o Expo '58 (ufficialmente Esposizione universale e Internazionale Brussel 1958, (FR)  Exposition Universelle et Internationale de Bruxelles Brussels 1958, (NL)  Wereldtentoonstelling Brussel 1958) venne organizzata nella città di Bruxelles. Fu la prima esposizione organizzata dopo la Seconda guerra mondiale.
L'area espositiva scelta fu quella dell'Heysel, sette chilometri a nord-ovest del centro della capitale belga. Molte delle strutture erano già state utilizzate per l'esposizione del 1935.
Lo scrittore inglese, originario di Bromsgrove, Jonathan Coe, ambientò il suo romanzo "Expo 58" tra i vicoli e i padiglioni dell'omonima manifestazione.
La costruzione più importante e più famosa del sito fu l'Atomium, una struttura di acciaio alta 102 metri che rappresenta un cristallo di ferro ingrandito 165×109 volte. Progettato dall'architetto André Waterkeyn, doveva essere provvisorio, ma venne mantenuto e tuttora è forse il simbolo più conosciuto della capitale belga.

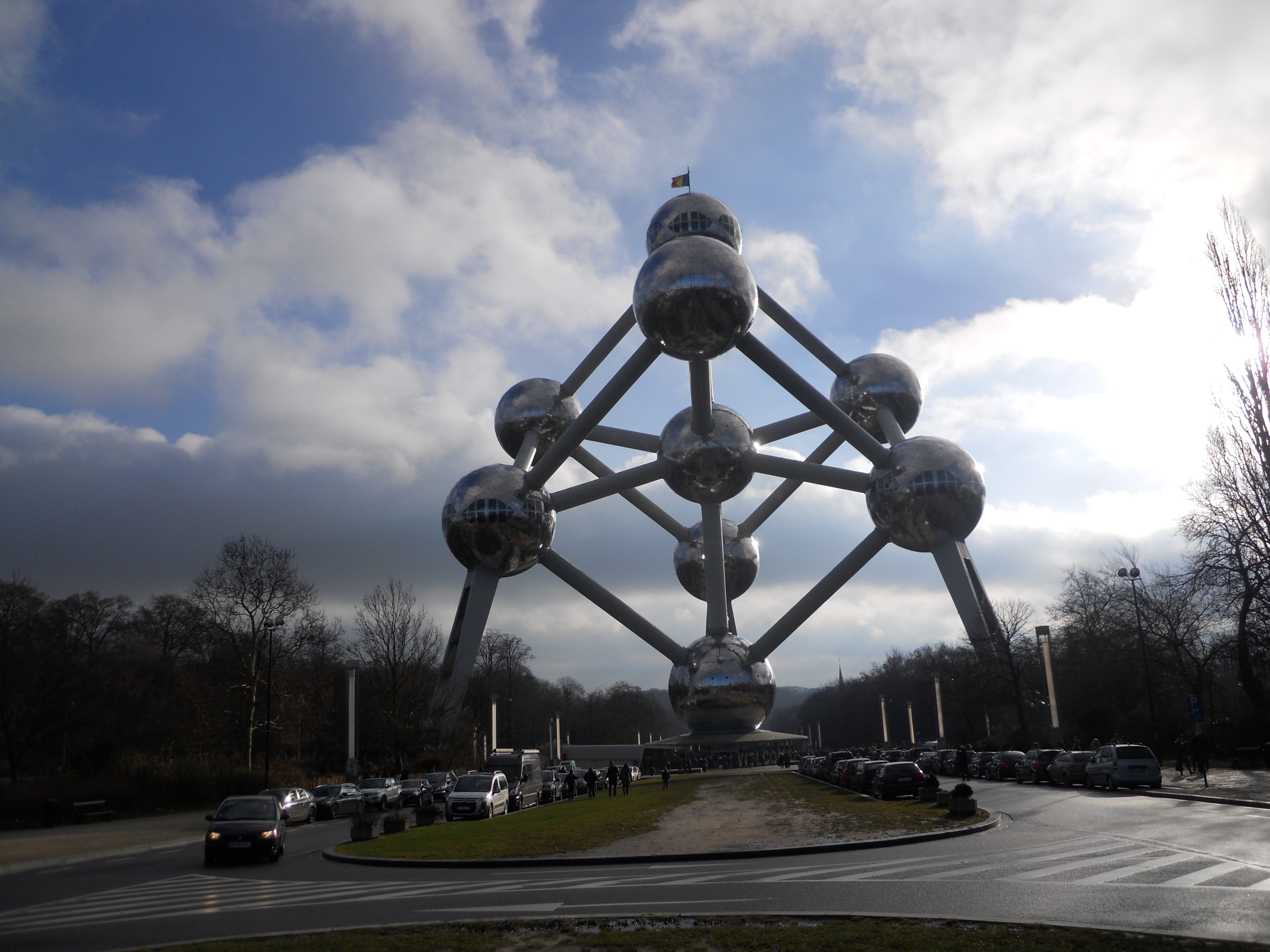
Atomium vista panoramica

La Seventh Army Symphony Orchestra si è esibita al Padiglione Americano.